# Индуктивный эффект
Индукти́вный эффе́кт (полярный эффект) — смещение электронной плотности химической связи по σ-связям, обусловливаемый отличием электроотрицательностей атомов. Является разновидностью эффекта поля.
Понятие об индуктивном эффекте было введено К. Ингольдом, им же были введены обозначения:
- +I-эффект в случае повышения заместителем электронной плотности на атоме углерода, к которому он присоединен, из-за отталкивания первым электронов;
- –I-эффект в случае понижения заместителем электронной плотности на атоме углерода, к которому он присоединен, из-за притяжения первым электронов.

В качестве вещества сравнения берут незамещённое соединение, то есть индуктивный эффект атома водорода принимается за нуль.
Характерной особенностью индуктивного эффекта по сравнению с мезомерным эффектом является его быстрое затухание по цепочке связей, через 3-4 атома, что связано с малой поляризуемостью σ-связи.

## Таблица эффектов
| Типы индуктивных эффектов | Типы индуктивных эффектов |
| Отталкивание электронной пары от заместителя, повышение электронной плотности на атоме углерода (+I) | Притяжение электронной пары к заместителю, понижение электронной плотности на атоме углерода (-I) |
| --- | --- |
| {\displaystyle {\ce {-B(OH)2> -CH3> -H}}} (нулевой эффект по определению) {\displaystyle {\ce {-B- (OH)3> -COO- > -B(OH)2>-CH3}}} {\displaystyle {\ce {-Se- >-S- >-O-}}}{\displaystyle {\ce {-C(CH3)3 >-CH(CH3)2>-CH2CH3>-CH3}}} | {\displaystyle {\ce {-NH2< -OH< -F}}}{\displaystyle {\ce {-NH2< -NHC(O)CH3< -NHC(O)CF3< -N(CF3)2}}}{\displaystyle {\ce {< -NO2 < -N+ (CH3)3 < -N+}}}{\displaystyle \equiv }{\displaystyle {\ce {N}}}{\displaystyle {\ce {-OH< -OCH3< -OCF3}}}{\displaystyle {\ce {-I< -Br< -Cl< -F}}}{\displaystyle {\ce {-CH(CF3)}}} ≈ {\displaystyle {\ce {-COOC2H5< -C}}}{\displaystyle \equiv }{\displaystyle {\ce {N}}} |

### Основные выводы
1. Групп, притягивающих σ-электроны (σ-акцепторных), т. е. обладающих отрицательным индуктивным эффектом, гораздо больше, чем групп, отталкивающих σ-электроны (σ-донорных), т. е. обладающих положительным индуктивным эффектом. Дело в том, что в качестве нулевой точки отсчета выбран водород («незамещенное» соединение все-таки имеет заместитель, но этот заместитель — {\displaystyle {\ce {H}}}), для которого эффект принят за нуль. В шкале Полинга водород имеет сравнительнонизкую электроотрицательность (2,20), и почти все атомы, менее электроотрицательные, чем водород, — это атомы металлов. Большинство же атомов, входящих в состав наиболее распространенных органических функциональных групп, — это атомы элементов ({\displaystyle {\ce {N, O, P, S}}}), более электроотрицательных, чем водород. Поэтому по сравнению с «заместителем» {\displaystyle {\ce {H}}} такие группы будут обладать эффектом притяжения электронов. Если бы в качестве стандартного «заместителя сравнения» был выбран не водород, а электроотрицательный атом (например, фтор), то большинство заместителей мы должны были бы отнести к классу «σ-электроноотталкивающих», т. е. о-донорных.
2. Главную роль в величине индуктивного эффекта играет заряд на центральном атоме группы, т.е. на атоме, непосредственно связанном с углеродной цепочкой, по которой эффект передается к реакционному центру. К группам с огромным отрицательным индуктивным эффектом относятся диазо-группа ({\displaystyle {\ce {-N+}}}{\displaystyle \equiv }{\displaystyle {\ce {N}}}) и фенилгалогенониевые группы ({\displaystyle {\ce {-ClPh, -BrPh, -IPh}}}); меньшим, но тоже достаточно большим индуктивным эффектом обладают триметиламмонийная группа{\displaystyle {\ce {-N+ (CH3)3}}}) и нитрогруппа ({\displaystyle {\ce {-N+OO-}}}) с положительным зарядом на атоме азота. Отрицательно заряженные группы({\displaystyle {\ce {-O- ,-COO- ,-B- (OH)3}}}) проявляют (+I)-эффект, т.е. отталкивают электроны.
3. Как для нейтральных, так и для заряженных групп главную роль играет электроотрицательность центрального атома. С ее ростом в ряду групп одинакового зарядного типа (+I)-эффект уменьшается (например, {\displaystyle {\ce {-Se- > -S- > -O-}}}), a (-I)-эффект увеличивается (например, {\displaystyle {\ce {-NH2 < -OH < -F}}}). Однако из этого правила имеется и ряд исключений. Так, металлорганические группы типа {\displaystyle {\ce {-HgPh}}} или {\displaystyle {\ce {-SnPh3}}}, содержащие в качестве центрального атома тяжелые металлы, обладают хотя и небольшим, но акцепторным эффектом, несмотря на то что электроотрицательность металлов ({\displaystyle {\ce {Hg, Sn}}}) меньше электроотрицательности водорода.
4. Индуктивный эффект алкильных групп (положительный) возрастает при переходе от метильной к первичным и далее к вторичным и третичным группам, например (+1)-эффект:

{\displaystyle {\ce {-CH3 < -CH2CH3 < -CH(CH3)2 < -C(CH3)3}}}.
Среди наиболее характерных +I-групп можно выделить: алкильные группы, металлы, металлоидные группы (силильные, борные, фосфорные и пр.); среди наиболее характерных групп с –I-эффектом выделяются заряженные группы (из-за эффекта поля), такие как триалкиламмониевые, диалкилсульфониевые и прочие ониевые соли, нитрогруппа, гидроксигруппа, алкоксигруппа, аминогруппа, галогены и т. п.
Количественная оценка индуктивного эффекта может быть произведена при помощи уравнения Тафта.